# سفوان
سفوان أو صفوان مدينة عراقية، في قضاء سفوان في جنوب محافظة البصرة، أقصى جنوب العراق قرب الحدود العراقية-الكويتية. حيث منفذ سفوان الحدودي العراقي، يقابله منفذ العبدلي الكويتي. وفي غرب بلدة سفوان جبل سنام. وهو من المرتفعات القليلة في تلك المنطقة.

## الجغرافية
مدينة سفوان في منطقة الدبدبة، في الجزء الجنوبي الغربي من الهضبة الغربية العراقية بالبادية العراقية، فيها آبار، ارتفاعها 15 متراً فوق سطح البحر، مناخها صحراوي حار، ذُكر أنها وصفت في العهد العباسي بأنها جنة خضراء زاهية النعم، مساحة مدينة سفوان 847350 متراً مربعاً. وهذه المدينة العراقية قديمة جداً، قال الخليل بن أحمد الفراهيدي البصري "سفوان: اسم موضع لبني تميم عند جبل يقال له: سنام ببادية البصرة". وذكر الزبيدي في تاج العروس أن سفَوان عين بالبصرة، فقال "وسفوان مُحرّكَة : ع بالبصرة"، ولها ذكر في أخبار أيام العرب قبل الإسلام، فقد ذكر أبو عبيد البكري في كتابه معجم ما استعجم نقلاً عن الإخباري الشرقي بن القطامي (ت155هـ) قال: سفوان ماء بين بلاد بني مازن من تميم وبنو شيبان من بكر بن وائل وكان بينهم نزاع على ماء سفوان، ثم التقت القبيلتان عليه، واقتتلوا قتالاً شديداً، فظهرت بنو تميم على بكر بن وائل وقتلوهم وطردوا بكراً عنها.
ذكر البكري في معجمه أن سناماً جبل بالبصرة، وقال ياقوت في معجمه إن سناماً جبلٌ مشرف على البصرة إلى جانبه ماء كثير السافي، يراهُ أهل البصرة من سطوحهم، والسافي التراب إذا حَملَته الريحُ، والماء الذي يقرب من سنام يقال له سفَوان.
قال علي المياحي في كتابه جغرافية العراق في معجم البكري "إن المعلومات التي أوردها البكري والحموي تكشف عن أمرين رئيسيين هما: أ- أن منطقة سفوان لا تزال غنية بمواردها المائية ولكنها لم تعد مجرد آبار يستقي الناس منها لشربهم وريّ أنعامهم وإنما أصبحت اليوم مورداً يسقي مساحات زراعية واسعة. ب- أن موقع البصرة كان يومئذٍ حيث توجد مدينة الزبير الحالية...".

## أحياؤها
| اسم الحي | مساحته هكتاراً | سكانه |
| الرسالة  | 53.1          | 7808  |
| الجوادين | 50.6          | 5181  |
| التحرير  | 43.4          | 1232  |
| الزهراء  | 28.6          | 4181  |
| النصر    | 20.7          | 2889  |
| الزراعة  | 20.3          | 2070  |
| الفيحاء  | 20.2          | 3797  |
| المجموع  | 236.9         | 27158 |

| الاستعمال     | مساحته هكتاراً | نسبته من المدينة |
| سكني          | 88            | 37.1             |
| تجاري         | 14.3          | 6                |
| خدمي          | 34.1          | 14.4             |
| صناعي         | 7.3           | 3.1              |
| نقل           | 64.6          | 27.3             |
| المجموع       | 208.3         | 87.9             |
| أراضِ شاغرة    | 28.6          | 12.1             |
| مساحة المدينة | 236.9         |                  |

## السكان
قال عادل عبد الأمير عبود في كتابه (التركيب الوظيفي لمدينة سفوان) :"وبسبب الظروف السياسية والاقتصادي والاجتماعية أصبحت منطقة الدراسة تخلو من السكان حتى فترة قريبة في عهد الاحتلال العثماني للعراق وخاصة الفترة من 1571 - 1914". كان عدد سكان مدينة سفوان 8917 ساكناً، سنة 1997، وقُدّرَ عددهم 24810 ساكناً سنة 2015. وفي سنة 2018 صار العدد 30713.
| السنة | العدد | المصدر               |
| 1977  | 8657  | تعداد حكومي          |
| 1987  | 8741  | تعداد حكومي          |
| 1997  | 8935  | تعداد حكومي          |
| 2005  | 8657  | كشوف الحصة التموينية |
| 2015  | 24810 | إسقاط سكاني          |

## خدمات
- الصحة: حتى سنة 2020 لم يكن في مدينة سفوان إلا مركز رعاية صحية أولية واحد في حي الرسالة، أُنشئ سنة 1965، وكل حالة صحية تتطلب مستشفىً فإنها تحوّل إلى مستشفى مدينة الزبير.[17]
- قال عبد الجبار الراوي في كتابه (البادية) المنشور سنة 1949 م "إذا قطع السائر في الطريق العام الذي يصل بين الزبير والكويت مسافة 35 كيلومتراً فإنه يصل إلى سفوان وفي هذا الموقع مركز لشرطة البادية والكمارك وفيه أيضاً آبار غزيرة المياه قليلة العمق عذبة وفيه كذلك نخيل مما يُستدل منه على أنها بقايا بساتين كانت عامرة فيه".[18]

## مختارو مدينة سفوان
| المختار                 | الفترة                       | القسم      |
| حسين الشمالي            | أول مختار حتى 1979           | سفوان      |
| محمد صالح البدران       |                              | سفوان      |
| ظاهر كزار               | حتى 1982                     | سفوان      |
| محمد صالح البدران       | حتى 1985                     | سفوان      |
| عبيد كاظم عكلة الصرايفي | 1985 حتى 16 تشرين الأول 1991 | سفوان      |
| عبود عطار               | 1991                         | شمال سفوان |
| وهاب مرزوق              | 1991                         | جنوب سفوان |

## محادثات قاعدة سنام
حين وضعت معركة أم المعارك (حرب الخليج الثانية) أوزارها، اجتمع ممثلو قوات التحالف الدولي وممثلو الجمهورية العراقية لوضع شروط إيقاف إطلاق النار، وعُرفت تلك الجلسة باسم اتفاقية خيمة سفوان أو مؤتمر سفوان، وكان ذلك الاجتماع في مطار سنام العسكري العراقي في مقاطعة سنام في غربي ناحية سفوان.
خلال حرب الخليج الثانية عقد مؤتمر خيمة سفوان الشهيرة في 3 مارس 1991 التي اتفق فيها على وقف إطلاق النار مع العراق، ووقع الاتفاق بين الجنرال الأمريكي نورمان شوارزكوف والأمير خالد بن سلطان بن عبد العزيز آل سعود قائد القوات العربية المشتركة من جانب قوات التحالف ومن الجانب العراقي معاون رئيس الأركان للعمليات اللواء الركن سلطان هاشم أحمد الطائي واللواء الركن صلاح عبود محمود قائد الفيلق الثالث ونصٌت الاتفاقية على وقف لإطلاق النار من الطرفين وتبادل الأسرى بين الجانبين وإعلام الجانبين عن أماكن حقول الألغام.
وقال رئيس الوزراء الروسي السابق بفغيني بريماكوف أنه جاء إلى منطقة سفوان لكي يقارب من وجهات النظر وأن هناك بنود سرية وقعت بين الجانبين تحت رعايته.